# Idmidronea maxillaris
Idmidronea maxillaris is een mosdiertjessoort uit de familie van de Tubuliporidae. De wetenschappelijke naam van de soort is voor het eerst geldig gepubliceerd in 1845 door Landsdale.